# Matra MS630
La Matra MS630 è una vettura da competizione realizzata dalla casa automobilistica francese Matra, che corse nel campionato mondiale sportprototipi nel 1967, 1968 e 1969.

## Origini
Negli anni sessanta la Matra partecipava a diverse competizioni automobilistiche, fra cui il mondiale sportprototipi, con la berlinetta MS620, utilizzando motori BRM. Nel 1967, l'allora Presidente della Repubblica francese Charles de Gaulle ebbe modo di criticare questa scelta, dicendo che era un peccato che una vettura francese montasse un motore straniero. A seguito di tale dichiarazione, il Primo ministro Georges Pompidou versò 6 milioni di franchi alla Matra, da usare per l'acquisto di un motore di produzione nazionale. Il nuovo regolamento del Gruppo 6 prevedeva per i prototipi una cilindrata massima di 3000cm³, uguale a quella prevista per le monoposto di Formula 1. La Matra gareggiava in entrambi i campionati, e approfittò della possibilità di usare un unico motore per entrambe le categorie.
La casa francese affido la progettazione di tale propulsore, un V12 da 2999 cm³, alla Moteur Moderne, e nel frattempo realizzò un nuovo prototipo, la MS630, che venne costruita in tre esemplari. Tale vettura fu costruita su un telaio in tubi d'acciaio di nuovo disegno, su cui era fissata una carrozzeria  berlinetta realizzata in poliestere. Il motore era ancora il BRM, portato a 1998 cm³.

Il primo esemplare della MS630 motorizzate BRM venne iscritta ai test della 24 Ore di Le Mans 1967, dimostrandosi instabile e rimanendo coinvolto in un incidente che uccise il pilota Roby Weber, pertanto il progetto fu sospeso e la vettura non fu portata alla 1000 km del Nürburgring, dove era stata iscritta non prese parte alla gara.
Alla successiva 24 Ore di Le Mans furono iscritte due vetture, il telaio nr. 02 affidato all'equipaggio Jaussaud/Pescarolo e il telaio nr. 03 affidato all'equipaggio Beltoise/Servoz-Gavin, ma entrambe non videro il traguardo: la "02" si ritirò al 35º giro per un problema alle sospensioni, mentre la "03" dovette ritirarsi al 155º giro per una perdita d'olio. Ancora in attesa di poter montare il V12 di origine francese, le due vetture parteciparono a varie gare sia col motore V8 2 litri BRM sia con un'unità propulsiva Ford da 4,7 litri installata sul telaio nr. 02, lo stesso della Ford GT40, con quest'ultima che vinse alcune gare nazionali tra la fine del 1967 e l'inizio del 1968.

## La MS630 M
Il nuovo motore fu infine completato e venne presentato l'11 gennaio 1968 davanti ad oltre 150 giornalisti. Questo propulsore, disegnato da Georges Martin, prese il nome di MS9. Costruito con specifiche da Formula 1, pesava 173 kg ed erogava 430 CV a 12000 giri. La versione installata sulla MS630 venne depotenziata a 380 CV, fissando il limitatore a 9500 giri. Venne quindi assemblata una quarta vettura per poter accogliere il nuovo motore, essa prese il nome di MS630 M. La prima gara a cui prese parte fu la 1000 km di Spa dello stesso anno, in cui venne affidata all'equipaggio Pescarolo/Mieusset. La corsa terminò anzitempo, con il ritiro della vettura al primo giro per problemi all'iniezione.

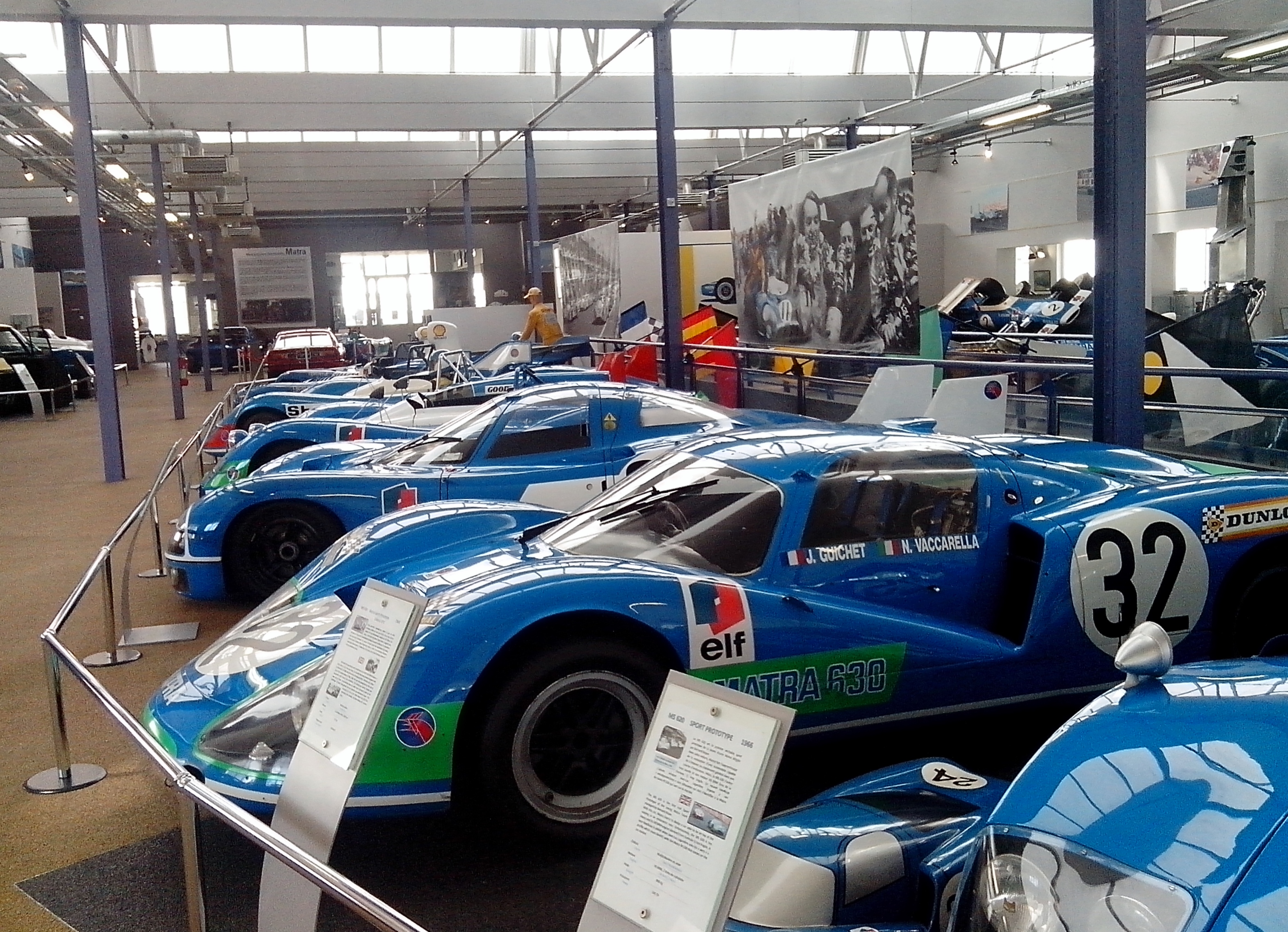
La Matra MS630 M di Guichet/Vaccarella, esposta presso la "Collection de l'Espace Automobiles Matra"

In occasione della 24 Ore di Le Mans, spostata in quell'anno al mese di settembre a causa del maggio francese, venne portata in gara una sola MS630 con l'equipaggio Pescarolo-Servoz-Gavin che, dopo essersi ben comportata nella parte iniziale della gara, si ritirò a quattro ore dal termine per colpa di una foratura e un principio d'incendio.
La MS630 M venne nuovamente schierata alla 24 Ore di Le Mans del 1969, insieme alla nuova MS650 e alle due MS630/650. Portata in gara dall'equipaggio Guichet/Vaccarella, si piazzò al 5º posto assoluto, 3° di categoria, subito dietro ad una MS650.

## La MS630/650
Nel 1969, la Matra si ritrovò nuove avversarie nel Gruppo 6. La Porsche presentò l'evoluzione della 908, la 908-02, la Ferrari la nuova 312 P e l'Alfa Romeo la 33/3. La Matra decise allora di modificare profondamente le MS630, che vennero dotate di una nuova carrozzeria barchetta, mentre il peso calò di 120 kg e la potenza del motore salì a 420 CV. Tali vetture presero il nome di MS630/650. Il 29 marzo si svolsero i test sul circuito di Le Mans. Nella stessa giornata in cui Lucien Bianchi perse la vita a bordo della nuova 33/3, il pilota francese Gavin al volante della MS630/650 segnò il secondo miglior tempo in 3:33,9, facendo registrare in fondo al rettilineo dell'Hunaudières una velocità di 325,18 km/h.
La MS630/650 debuttò alla 1000 km di Monza con l'equipaggio Guichet/Gavin, fu costretta al ritiro al 61º giro. Alla 1000 km di Spa, la Matra iscrisse due MS630/650, che però non presero parte alla gara. Alla 24 Ore di Le Mans presero il via due MS630/650. Una, condotta dall'equipaggio Gavin/Müller, dovette ritirarsi al 158º giro per un cortocircuito all'impianto elettrico. L'altra, alla cui guida si alternarono l'italiano Nanni Galli e il britannico Robin Widdows, giunse al 7º posto assoluto, 4° di categoria.
Alla successiva 6 Ore di Watkins Glen, l'unica MS630/650 in gara, con l'equipaggio Guichet/Widdows, si ritirò al 156º giro per problemi alla frizione.